# Hỏa tiễn Thiếu nữ 101
Hỏa Tiễn Thiếu Nữ 101 (giản thể/phồn thể: 火箭少女101; tiếng Anh: Rocket Girls 101; thường gọi: 火少 (Hỏa Thiếu), "Hỏa Tiễn Đội") là một nhóm nhạc nữ Trung Quốc được thành lập và quản lý bởi Giải trí Châu Thiên và Công ty Wajijiwa thông qua chương trình Sáng Tạo 101 của Tencent Videos. Đêm chung kết diễn ra vào ngày 23 tháng 6 năm 2018 đã chọn ra top 11, lần lượt là Mạnh Mỹ Kỳ, Ngô Tuyên Nghi, Dương Siêu Việt, Đoàn Áo Quyên, Yami, Lại Mỹ Vân, Trương Tử Ninh, Sunnee, Lý Tử Đình, Phó Tinh, Từ Mộng Khiết đến từ 10 công ty giải trí khác nhau. Hỏa Tiễn Thiếu Nữ 101 hoạt động trong thời gian 2 năm.

## Tên gọi
Hỏa Tiễn Thiếu Nữ 101 mang ý nghĩa hy vọng danh tiếng của nhóm sẽ tiến thật xa và nhanh vào vũ trụ, giống như hỏa tiễn (tên lửa). Tên fandom của nhóm là Chaofen - Chaofan (炒粉), do chính các cô gái bỏ phiếu chọn ra từ kiến nghị của fan. Từ "Chao" được ghép bởi hai chữ Hỏa - Thiếu theo Hán tự, "fen" trong "Fensi" (Fan hâm mộ), nghĩa thông dụng là "Mì xào".

## Lịch sử hoạt động

### Trước khi ra mắt:Sáng Tạo 101
- Mạnh Mỹ Kỳ, Ngô Tuyên Nghi là thành viên nhóm nhạc nữ Hàn - Trung Cosmic Girls.
- Lại Mỹ Vân là thành viên của nhóm nữ SING.
- Trương Tử Ninh là thành viên nhóm nữ MERA.
- Sunnee là ca sĩ hát dẫn của nhóm nhạc A'N'D tại Đài Loan.
- Từ Mộng Khiết là cựu thành viên nhóm Lady Bees.

Các thành viên trong nhóm đã tham gia với tư cách là thực tập sinh trong chương trình Sáng tạo 101 trước khi ra mắt với tư cách là thành viên của Rocket Girls 101 vào ngày 23 tháng 6. Nhóm bao gồm các thành viên với xếp hạng từ 1 tới 11 theo thứ tự: Mạnh Mỹ Kỳ, Ngô Tuyên Nghi, Dương Siêu Việt, Đoàn Áo Quyên, Yamy, Lại Mỹ Vân, Trương Tử Ninh, Sunnee, Lý Tử Đình, Phó Tinh, Từ Mộng Khiết.

### 2018: Ra mắt, tranh chấp hợp đồng
Vào ngày 23 tháng 6 năm 2018, nhóm đã phát hành ca khúc Rocket Girls. Nhóm cũng đã xuất hiện trên truyền hình chính thức lần đầu tiên trên "Happy China Graduation Music Concert 2018", được phát sóng trên Đài truyền hình Hồ Nam một ngày sau khi ra mắt.
Vào ngày 9 tháng 8, hai ngày trước buổi họp báo và phát hành đĩa đơn chính thức của nhóm, Yuehua Entertainment và Mavericks Entertainment đã đưa ra một thông báo chung nói rằng họ sẽ rút các thành viên Mạnh Mỹ Kỳ, Ngô Tuyên Nghi và Trương Tử Ninh khỏi nhóm. Thông báo cũng cho biết Yuehua quyết định rút Mạnh Mỹ Kỳ và Ngô Tuyên Nghi do không thể đạt được thỏa thuận với công ty quản lý Rocket Girls 101 về việc quảng bá đồng thời của họ với Rocket Girls 101 và Cosmic Girls, và Mavericks muốn rút Trương Tử Ninh do vấn đề về sức khỏe.
Tuy nhiên, vào ngày 17 tháng 8, Yuehua và Mavericks đều thông báo rằng các thành viên sẽ trở lại nhóm sau khi đạt được thỏa thuận với Tencent, đồng thời tuyên bố rằng việc quảng bá của Rocket Girls 101 sẽ được ưu tiên hơn so với các nhóm ban đầu của tất cả các thành viên.
Vào ngày 18 tháng 8, nhóm đã phát hành mini album đầu tiên của mình mang tên Chạm. Vào ngày 15 tháng 9, nhóm đã biểu diễn chương trình giữa hiệp tại Super Penguin Ultimate Game.

### 2019: Album phòng thu đầu tiên
Vào ngày 23 tháng 6 năm 2019, nhóm đã phát hành album phòng thu đầu tiên mang tên Cơn Gió.

### 2020: Tan rã
Đầu năm 2020, nhóm phát hành một đĩa đơn mới mang tên Bài Hát Năm Mới để mừng Tết Nguyên Đán.
Vào ngày 25 tháng 5 năm 2020, nhóm đã phát hành mini album thứ hai và cũng là cuối cùng mang tên Gặp Gỡ, Tạm Biệt.
Vào ngày 23 tháng 6 năm 2020, nhóm chính thức tan rã.

## Thành viên
| Xếp hạng | Tên             | Tên       | Tên              | Tên                  | Ngày sinh (Tuổi)  | Quốc tịch  | Công ty quản lý                             | Màu tiếp ứng |
| Xếp hạng | Hán Việt        | Tiếng Anh | Tên khai sinh    | Phiên âm latinh      | Ngày sinh (Tuổi)  | Quốc tịch  | Công ty quản lý                             | Màu tiếp ứng |
| -------- | --------------- | --------- | ---------------- | -------------------- | ----------------- | ---------- | ------------------------------------------- | ------------ |
| 1        | Mạnh Mỹ Kỳ1     |           | 孟美岐           | Mèng Měiqí           | 15 tháng 10, 1998 | Trung Quốc | Yuehua Entertainment/Starship Entertainment |              |
| 2        | Ngô Tuyên Nghi1 | Betty     | 吴宣仪           | Wú Xuānyí            | 26 tháng 1, 1995  | Trung Quốc | Yuehua Entertainment/Starship Entertainment |              |
| 3        | Dương Siêu Việt |           | 杨超越           | Yáng Chāoyuè         | 31 tháng 7, 1998  | Trung Quốc | Wenlan Culture                              |              |
| 4        | Đoàn Áo Quyên   | Clare     | 段奥娟           | Duàn Àojuān          | 28 tháng 12, 2001 | Trung Quốc | Long WuTian Culture                         |              |
| 5        | Quách Dĩnh      | Yamy2     | 郭颖             | Guō Yǐng             | 7 tháng 10, 1991  | Trung Quốc | JC Universe Entertainment                   |              |
| 6        | Lại Mỹ Vân      | Sunny     | 赖美云           | Lài Měiyún           | 7 tháng 7, 1998   | Trung Quốc | Qigu Culture                                |              |
| 7        | Trương Tử Ninh  | Winnie    | 张紫宁           | Zhāng Zǐníng         | 9 tháng 3, 1996   | Trung Quốc | Mavericks Entertainment                     |              |
| 8        | Dương Vân Tình  | Sunnee    | 楊芸晴           | Yáng Yúnqíng         | 28 tháng 9, 1996  | Thái Lan   | K-L Entertainment                           |              |
| 8        | Dương Vân Tình  | Sunnee    | เกวลิน บุญศรัทธา    | Kewalin Boonsatta    | 28 tháng 9, 1996  | Thái Lan   | K-L Entertainment                           |              |
| 9        | Lý Tử Đình      | Mimi      | 李紫婷           | Lǐ Zǐtíng            | 20 tháng 1, 2000  | Thái Lan   | Huaying Yixing                              |              |
| 9        | Lý Tử Đình      | Mimi      | พร้อมวิไล หลี่ศิริโรจน์ | Promwilai Leesiriroj | 20 tháng 1, 2000  | Thái Lan   | Huaying Yixing                              |              |
| 10       | Phó Tinh        | Jinna     | 傅菁             | Fù Jīng              | 29 tháng 6, 1995  | Trung Quốc | Banana Culture                              |              |
| 11       | Từ Mộng Khiết   | Rainbow   | 徐梦洁           | Xú Mèngjié           | 19 tháng 6, 1994  | Trung Quốc | Zimei Tao Culture                           |              |

- 1Mạnh Mỹ Kỳ và Ngô Tuyên Nghi là thành viên của Cosmic Girls
- 2Yamy là trưởng nhóm

## Hoạt động Âm nhạc

### Đĩa đơn
| Tên          | Tên bài hát        | Thời gian                             | Ghi chú                                                                    |
| ------------ | ------------------ | ------------------------------------- | -------------------------------------------------------------------------- |
| Rocket Girls | Rocket Girls       | 23/06/2018                            |                                                                            |
| Chạm 撞      | Chạm               | 18/08/2018                            | Mạnh Mỹ Kỳ, Ngô Tuyên Nghi, và Tử Ninh vắng mặt do tranh chấp với Đằng Tấn |
| Chạm 撞      | LIGHT              | 14/09/2018                            |                                                                            |
| Chạm 撞      | Cảnh Sát Mặt Trăng | 28/09/2018                            |                                                                            |
| Chạm 撞      | Sinh ra để thắng   | 12/10/2018                            | Ngô Tuyên Nghi vắng mặt do lịch trình cá nhân                              |
|              | Sunny              | 20/12/2018                            | Sunnee                                                                     |
| 101 điều ước | 28/12/2018         | Dương Siêu Việt, Lại Mỹ Vân, Phó Tinh |                                                                            |
| Cường 犟     | Cường 犟           |                                       | Mạnh Mỹ Kỳ EP solo                                                         |

### OST Phim
| Tên                        | Thời gian  | Phim                                                          | Chú thích                                                |
| -------------------------- | ---------- | ------------------------------------------------------------- | -------------------------------------------------------- |
| Calorie 卡路里             | 2018       | Điện ảnh "Thủ phủ phố Tây Hồng" Hello Mr. Billionaire         | Cả nhóm                                                  |
| Bên em lớn khôn            | 2018       | Điện ảnh "Mau đưa anh tôi đi dùm cái" Take My Brother Away    | Đoàn Áo Quyên                                            |
| Không khóc                 | 2018       | Điện ảnh "Bi thương ngược dòng thành sông" Cry Me A Sad River | Sunnee                                                   |
| Khoảng thời gian hạnh phúc | 2018       | Điện ảnh "Hòn Đảo" The Island                                 | Đoàn Áo Quyên                                            |
| Venom đến rồi 26/10        | 2018       | Điện ảnh "Venom" - khu vực Trung Quốc đại lục                 | Mạnh Mỹ Kỳ, Dương Siêu Việt, Đoàn Áo Quyên, Yamy, Sunnee |
| Kho báu may mắn            |            | Điện ảnh "Võ lâm quái thú" Kung Fu Monster                    | Dương Siêu Việt                                          |
| Khoảng thời gian tươi đẹp  | 28/08/2018 | Phim chiếu mạng "Trò đùa xuất hiện" The Island                | Đoàn Áo Quyên                                            |
| Ái vị tông sư              |            | Phim điện ảnh "Liên minh Kungfu"                              | Lý Tử Đình                                               |
| Cảm ơn                     |            | Phim chiếu mạng "Sống không dũng cảm uổng phí thanh xuân"     | Lý Tử Đình                                               |
| Em không muốn hiểu         | 26/12/2018 | Phim truyền hình "Tiệm đồ cổ trung cục"                       | Đoàn Áo Quyên                                            |
| Chắp tay chúc may mắn      | 15/01/2019 | Phim điện ảnh hoạt hình "Boonie Bears: Blast into the Past"   | Mạnh Mỹ Kỳ, Ngô Tuyên Nghi, Đoàn Áo Quyên, Lại Mỹ Vân    |
| Hữu chúng                  |            | Phim điện ảnh "Địa cầu lang thang"                            | Mạnh Mỹ Kỳ                                               |
| Tung hoành ngang dọc       |            | Show "Tung hoành ngang dọc tuổi 20" - Opening song            | Cả nhóm                                                  |
| Chúng ta                   |            | Show "Tung hoành ngang dọc tuổi 20" - Ending song             | Tử Ninh (Sáng tác và trình bày)                          |
| Dải ngân hà Disco          |            | Phim điện ảnh "Người ngoài hành tinh điên cuồng"              | Cả nhóm                                                  |
| Phượng Dực                 |            | Webdrama "Phượng Dịch"                                        | Lý Tử Đình                                               |
| Đom Đóm                    |            | Webdrama "Phượng Dịch"                                        | Trương Tử Ninh (ft Trương Y Hào)                         |
| Muốn                       |            | Webdrama "Gió Lớn Thổi Qua"                                   | Phó Tinh                                                 |

## Các hoạt động khác

### Show giải trí
| Năm  | Tên                                 | Sản xuất                    | Số tập | Vai trò                    | Tham gia                                                                         |
| ---- | ----------------------------------- | --------------------------- | ------ | -------------------------- | -------------------------------------------------------------------------------- |
| 2018 | Sáng Tạo 101                        | Tencent Video               | 10     | Thí sinh                   | Trước khi debut                                                                  |
| 2018 | Sở Nghiên cứu Hỏa Tiễn Thiếu Nữ 101 | Tencent Video               | 101    |                            | Cuộc sống hàng ngày                                                              |
| 2018 | Minh nhật chi tử mùa 2              | Tencent Video               | Tập 8  | Khách mời                  | Khách mời: Cả nhóm trừ Ngô Tuyên Nghi, Mạnh Mỹ Kỳ, Tử Ninh - Tập 6               |
| 2018 | Minh nhật chi tử mùa 2              | Tencent Video               | Tập 8  | Khách mời                  | Ngô Tuyên Nghi - Tập 8                                                           |
| 2018 | Minh nhật chi tử mùa 2              | Tencent Video               | Tập 8  | Khách mời                  | Mạnh Mỹ Kỳ - Tập 9                                                               |
| 2018 | Nhịp đập trái tim                   | Tencent Video               | 10     | Quan sát viên MC Bình luận | Dương Siêu Việt                                                                  |
| 2018 | Khẩu hồng vương tử                  | Tencent Video               | 2      | Khách mời                  | Dương Siêu Việt - Tập 2                                                          |
| 2018 | Khẩu hồng vương tử                  | Tencent Video               | 2      | Khách mời                  | Phó Tinh (ca sĩ), Yamy - Tập 6                                                   |
| 2018 | Idol Hits                           | IQIYI                       | 1      | Khách mời                  | Cả nhóm - Tập 8 (Lý Tử Đình vắng mặt)                                            |
| 2018 | Super Nova Games                    | Tencent                     | 2      | Thí sinh                   | Cả nhóm - show thể dục                                                           |
| 2018 | Đại hội thổ tào SS2                 | Tencent                     | 1      | Khách mời                  | Dương Siêu Việt, sunnee - Khách mời tập 2                                        |
| 2018 | Anh trai đừng ồn nữa                | Mango TV                    | 1      | Khách mời                  | Ngô Tuyên Nghi - Khách mời tập 12, 13                                            |
| 2018 | Khiêu chiến đi! Vũ trụ              | Youku                       | 1      | Thành viên cố định         | Ngô Tuyên Nghi                                                                   |
| 2018 | Nhà Bếp Hoang Dã                    | Mango TV                    | 1      | Khách mời                  | Sunnee, Lại Mỹ Vân                                                               |
| 2018 | YO! BANG                            | Tencent                     | 1      | Khách mời                  | Tập 6                                                                            |
| 2019 | Tung hoành ngang dọc tuổi 20        | Tencent                     | 8      | Thành viên cố định         | Show du lịch hoang dã                                                            |
| 2019 | Gặp được em, thật tốt               | Đài truyền hình Chiết Giang |        | Quan sát viên MC Bình luận | Ngô Tuyên Nghi                                                                   |
| 2019 | Ha ha nông dân                      | Mango TV                    | 13     | Thành viên cố định         | Dương Siêu Việt                                                                  |
| 2019 | Nhiệm vụ ngọt ngào                  | Mango TV                    | 2      | Khách mời                  | Dương Siêu Việt - Tập 5                                                          |
| 2019 | Nhiệm vụ ngọt ngào                  | Mango TV                    | 2      | Khách mời                  | Yamy, Dương Siêu Việt, Đoàn Áo Quyên, Lại Mỹ Vân, Sunnee, Từ Mộng Khiết - Tập 11 |
| 2019 | Khoái lạc đại bản doanh             | Mango TV                    | 1      | Khách mời                  | Dương Siêu Việt - Tập ngày 09/03                                                 |
| 2019 | Khoái lạc đại bản doanh             | Mango TV                    | 1      | Khách mời                  | Mạnh Mỹ Kỳ, Dương Siêu Việt - Tập ngày 15/06                                     |
| 2019 | Sáng tạo doanh 2019                 | Tencent                     | 3      | Khách mời                  | Mạnh Mỹ Kỳ, Đoàn Áo Quyên - Tập 5                                                |
| 2019 | Sáng tạo doanh 2019                 | Tencent                     | 3      | Khách mời                  | Từ Mộng Khiết - Tập 8                                                            |
| 2019 | Sáng tạo doanh 2019                 | Tencent                     | 3      | Khách mời                  | Cả nhóm - Tập 10 (Chung kết)                                                     |
| 2019 | Khẩu hồng vương tử                  | Tencent video               | 1      | Khách mời                  | Ngô Tuyên Nghi - Mùa 2 tập 1                                                     |
| 2019 | Trung Ca Hội                        | Đài truyền hình Bắc Kinh    | 1      | Thí sinh                   | Đoàn Áo Quyên - Tập ngày 04/05                                                   |
| 2019 | Basketball Big Record               | Tencent                     | 2      | Khách mời                  | Tập 1, 2                                                                         |
| 2019 | Thiên thiên hướng thượng            | Mango TV                    | 1      | Khách mời                  | Sunnee - Khách mời tập ngày 26/05 và 09/06                                       |
| 2019 | Phi thường tinh cự ly               | Đài truyền hình Thâm Quyến  | 1      | Khách mời                  | Dương Siêu Việt, Đoàn Áo Quyên, Lại Mỹ Vân - Tập ngày 08/06                      |
| 2019 | Minh nhật chi tử - SS3              | Tencent                     | 1      | Tinh thôi quan             | Mạnh Mỹ Kỳ                                                                       |
| 2019 | Chúng tôi trưởng thành rồi          | Tencent                     | 1      | Khách mời                  | Phó Tinh (cùng chị gái)                                                          |
| 2019 | Nhịp đập trái tim SS2               | Tencent                     |        | Quan sát viên MC Bình luận | Dương Siêu Việt                                                                  |

## Giải thưởng
| Năm  | Lễ trao giải                                                | Giải thưởng                                                  | Đề cử cho             | Kết quả   |
| ---- | ----------------------------------------------------------- | ------------------------------------------------------------ | --------------------- | --------- |
| 2018 | Fresh Asia Music 2018                                       | Nhóm nhạc được yêu thích nhất                                | Hỏa tiễn thiếu nữ 101 | Đoạt giải |
| 2018 | Fresh Asia Music 2018                                       | Nữ nghệ sỹ được yêu thích nhất                               | Ngô Tuyên Nghi        | Đoạt giải |
| 2018 | Bảng xếp hạng Ca khúc tiếng Hoa Toàn cầu                    | Nhóm nhạc được yêu thích nhất                                | Hỏa tiễn thiếu nữ 101 | Đoạt giải |
| 2018 | Ảnh Hưởng Trung Quốc 2018                                   | Nhân vật nghệ sĩ của năm 2018                                | Dương Siêu Việt       | Đoạt giải |
| 2018 | Tinh Quang Thịnh Điển 2018                                  | Nhóm nhạc của năm                                            | Hỏa tiễn thiếu nữ 101 | Đoạt giải |
| 2018 | Tinh Quang Thịnh Điển 2018                                  | MV được yêu thích nhất năm                                   | MV Light              | Đoạt giải |
| 2018 | Tinh Quang Thịnh Điển 2018                                  | Nghệ sĩ mới của năm (Mảng show giải trí)                     | Dương Siêu Việt       | Đoạt giải |
| 2019 | Giải Trí Đằng Tấn - Bạch Bì Thư                             | Ngôi sao của năm (Mảng show giải trí)                        | Hỏa tiễn thiếu nữ 101 | Đoạt giải |
| 2019 | GODEN DATA ENTERTAINMENT AWARD                              | Nữ nghệ sĩ có sức ảnh hưởng toàn diện (Mảng show giải trí)   | Ngô Tuyên Nghi        | Đoạt giải |
| 2019 |                                                             | Đại sứ giao lưu Văn Hóa Trung (Trung Quốc) - Thái (Thái Lan) | Lý Tử Đình            | Đoạt giải |
| 2019 | Shanghai International Film & TV Festival - Internet Summit | Nghệ sĩ show giải trí                                        | Dương Siêu Việt       | Đoạt giải |
| 2019 | Đêm hội điện ảnh weibo 2019                                 | Ca khúc nhạc phim được yêu thích nhất                        | Calorie               | Đoạt giải |
| 2019 | Đêm hội điện ảnh weibo 2019                                 | Ngôi sao nhân khí                                            | Mạnh Mỹ Kỳ            | Đoạt giải |
| 2019 | Hoa Đỉnh lần thứ 25                                         | Nhạc phim điện ảnh xuất sắc nhất                             | Calorie               | Đề cử     |

## Tạp chí
| Năm  | Tên tạp chí                   | Chú thích                                                                                             |
| ---- | ----------------------------- | --- |
| 2018 | Bazaar                        | Cả nhóm (Tạp san từ thiện),                                                                           |
| 2018 | Bazaar                        | BazaarVPop (Yamy, Mạnh Mỹ Kỳ, Ngô Tuyên Nghi, Đoàn Áo Quyên, Lại Mỹ Vân, Tử Ninh, Sunnee, Lý Tử Đình) |
| 2018 | Vista Khán Thiên Hạ           | Mạnh Mỹ Kỳ, Dương Siêu Việt                                                                           |
| 2018 | Hồng Tú GRAZIA                | Mạnh Mỹ Kỳ, Ngô Tuyên Nghi, Dương Siêu Việt, Yamy, Tử Ninh, Phó Tinh                                  |
| 2018 | GQ                            | Cả nhóm                                                                                               |
| 2018 | SuperElle                     | Cả nhóm                                                                                               |
| 2018 | Gia nhân Marie Claire         | Cả nhóm                                                                                               |
| 2018 | Thời thượng tiên sinh Esquire | Cả nhóm (trừ Ngô Tuyên Nghi)                                                                          |
| 2018 | Tạp chí Nam Đô                | Mạnh Mỹ Kỳ, Ngô Tuyên Nghi, Dương Siêu Việt, Đoàn Áo Quyên                                            |
| 2018 | Tạp chí Nam Đô                | Ngô Tuyên Nghi                                                                                        |
| 2018 | Thời trang LOFFICIEL          | Dương Siêu Việt, Yamy, Phó Tinh                                                                       |
| 2018 | Thời trang Cosmo              | Ngô Tuyên Nghi                                                                                        |
| 2018 | VogueMe                       | Ngô Tuyên Nghi                                                                                        |